# 宮崎恵子 (工学者)
宮崎 恵子（みやざき けいこ）は、日本の船舶海洋工学者。
国立研究開発法人海上・港湾・航空技術研究所海上技術安全研究所国際連携センターセンター長、国際標準化機構船舶及び海洋技術専門委員会・海上安全分科委員会議長、日本学術会議会員。

## 人物・経歴
1987年横浜国立大学工学部船舶海洋工学科卒業、運輸省入省、船舶技術研究所システム技術部研究官。同年日本造船学会奨学褒賞受賞。1994年日本航海学会奨励賞受賞。1997年運輸省船舶技術研究所システム技術部主任研究員。1999年横浜国立大学博士（工学）。2001年海上技術安全研究所旅客安全・バリアフリー研究グループ主任研究員。2006年海上技術安全研究所運航・システム部門運航支援技術研究グループ上席研究員。2007年海上技術安全研究所企画部研究業務課長。2009年海上技術安全研究運航・物流系上席研究員。2010年日本機械学会交通・物流部門部門長。2014年海上技術安全研究所運航・物流系 運航解析技術研究グループ長、日本学術会議連携会員。2016年日本機械学会広報情報理事。2017年海上・港湾・航空技術研究所海上技術安全研究所知識・データシステム系副系長。2019年海上・港湾・航空技術研究所海上技術安全研究所運航・物流系シミュレータ研究グループ長兼国際連携センター副センター長。同年産業技術環境局長表彰（国際標準化貢献者）受賞。2020年海上・港湾・航空技術研究所海上技術安全研究所国際連携センター副センター長兼知識・データシステム系上席研究員、日本学術会議会員（第三部）。2023年海上・港湾・航空技術研究所海上技術安全研究所国際連携センターセンター長兼知識・データシステム系上席研究員。2023年ISO/TC 8/SC 1（国際標準化機構／船舶及び海洋技術専門委員会／海上安全分科委員会）議長。